# Ptilinopus subgularis
El tilopo de las Banggai, tilopo de Banggai,  tilopo de barba oscura o tilopo barbioscuro (Ptilinopus subgularis) es una especie de ave columbiforme de la familia Columbidae.

## Distribución geográfica
Es endémica de las selvas de las islas Banggai (Indonesia).

## Estado de conservación
Está amenazada por la pérdida de hábitat.